# Theodor Schwegler
Theodor Schwegler OSB (* 11. Februar 1887 in Willisau Land; † 27. September 1967 in der Abtei Einsiedeln in Einsiedeln) war ein römisch-katholischer Ordensgeistlicher und Hochschullehrer.

## Leben
Theodor Schwegler wurde als Johann Bernhard Schwegler geboren und war der Sohn des Landwirts Johann Schwegler und dessen Ehefrau Marie Anna, geb. Bühlmann; er nahm später den Ordensnamen Theodor an.
Er besuchte von 1894 bis 1901 die Primarschule der Gemeinde Willisau Land und erhielt am 24. Mai 1898 seine Firmung. Von 1901 bis 1903 erfolgte der Besuch der Mittelschule in Beromünster und von 1903 bis 1907 der Stiftsschule, einem Gymnasium mit angeschlossenem Internat, in Einsiedeln. 
1907 trat er als Novize in das Benediktinerkloster Einsiedeln ein und legte im darauffolgenden Jahr am 8. September 1908 die einfache Profess ab. 
Von 1908 bis 1912 studierte er Theologie im Kloster Einsiedeln und legte am 10. September 1911 seine feierliche Profess ab, worauf er am 17. September Subdiakon und am 21. September 1911 Diakon wurde; an diesem Tag legte er auch seine Priesterweihe ab hielt im gleichen Jahr am 6. Oktober seine Primiz.
Von 1912 bis 1913 war er als Aushilfslehrer der italienischen Sprache sowie in der Seelsorge tätig.
Er studierte von Oktober 1913 bis März 1918 Mathematik und Naturwissenschaften an der Universität Freiburg und promovierte am 20. März 1918 zum Doktor der Naturwissenschaften. Im Anschluss daran war er von 1918 bis 1920 als Lehrer für Naturgeschichte, von 1920 bis 1943 als Lehrer für Mathematik und von 1920 bis 1962 als Lehrer für Buchhaltung, darstellende Geometrie und höhere Mathematik (für die Anwärter der Eidgenössischen Technischen Hochschule) am Gymnasium Einsiedeln tätig. 
Von 1939 bis 1962 unterrichtete er hebräische Sprache und von 1940 bis 1964 Kirchengeschichte, biblische Einleitung und Exegese an der theologischen Lehranstalt des Stiftes Einsiedeln.
Von Oktober 1920 bis August 1923 war er Sonntagsvikar für Schindellegi, von 1925 bis 1931 Katechet und Sonntagsvikar in Bennau und von 1938 bis 1940 Sonntagsvikar in Samstagern.
1926 wurde er Rechnungsführer der Zentralkasse des Stiftes Einsiedeln und 1930 begann er seine Beobachtungen als Wetterbeobachter der eidgenössischen meteorologischen Station in Einsiedeln.
Darüber hinaus war er auch Rechnungsführer der schweizerischen Entwicklungshilfeorganisation Missions-Verkehrs-Arbeitsgemeinschaft (miva), die 1927 durch Pater Paul Schulte gegründet worden war. Er war auch Obmann des wissenschaftlichen Beirates der Schweizerisch katholischen Bibelbewegung, war im Vorstand der Schweizerisch katholischen Abstinentenliga, im Vorstand des Schweizerischen Abstinenten-Sekretariat und Obmann des abstinentischen Kantonalverbandes.
Stiftskapitular Theodor Schwegler war der Autor zahlreicher Veröffentlichungen zur Bibelwissenschaft und Kirchengeschichte sowie 1947 Mitherausgeber der Katholischen Familien-Bibel; von 1941 bis 1949 war er Schriftleiter von Rundschau und Führer sowie Organ der Studentischen Liga und dessen Beiblatt Warte.

## Schriften (Auswahl)
- Ein Beitrag zur Lehre von der Kugelteilung. Benziger & Co. Einsiedeln 1918.
- Kirchengeschichte der Schweiz. 1929.
- Geschichte der Schweizer Katholischen Studentenliga. Sarnen: L. Ehrli, 1930.
- Geschichte der katholischen Kirche in der Schweiz, von den Anfängen bis auf die Gegenwart. Zürich, 1935.
- Familie, Gesellschaft und Wirtschaft nach dem mosaischen Gesetz und den Propheten. Einsiedeln: Verlagsanstalt Benziger & Co. A.G., 1935.
- Bewußt katholisch und katholisch froh! Das innere Wesen und das äußere Gesicht der Kirche. Bern 1939.
- Geschichte des Bistums Chur. Kilchberg-Zürich: Verlag Helvetia Christiana, 1942.
- Geschichte der katholischen Kirche in der Schweiz: von den Anfängen bis auf die Gegenwart. Stans: Josef von Matt, 1943.
- Werden und Wesen des Menschen nach den biblischen Schöpfungsberichten. Schwyz: Spiess, Kollegium Maria Hilf, 1945.
- Katholische Familien-Bibel: die Heilige Schrift des Alten und Neuen Testamentes. Zürich: Fraumünster-Verlag, 1947.
- Die biblische Urgeschichte und die profanen Wissenschaften. 1947.
- Frauen des Alten Testamentes: erbauliche und warnende Beispiele aus Israels Vor- und Frühgeschichte. Baden (Schweiz): Gyr, 1948.
- Paulus und die Urkirche. Seelisberg: Pfarramt, 1950.
- Die biblische Urgeschichte im Lichte der Natur- und Geisteswissenschaften. Luzern, Schweizerische Katholisch Bibelbewegung 1951.
- Theodor Schwegler; Georg Schreiber: Die Beteiligung der Schweiz am Konzil von Trient. Freiburg (im Breisgau): Herder, 1951.
- Biblische Zeitrechnung. Einsiedeln 1953.
- Probleme der biblischen Urgeschichte. München: Anton Pustet, 1960.
- Carl Peter Baudisch; Theodor Schwegler; Petrus Josephus Cools; Maria Renate Hahn-Hahn; Adrianus van den Born: Geschichte und Religion des Alten Testaments. Olten; Freiburg im Breisgau: Walter-Verl, 1968.